# Gran Premi de Rússia del 2021
El Gran Premi de Rússia de Fórmula 1, quinzena cursa de la temporada 2021, és disputa al Circuit urbà de Sotxi, a Sotxi entre els dies 24 a 26 de setembre de 2021.

## Qualificació
La qualificació es va celebrar el dia 24 de setembre.
| Pos                 | No | Pilot              | Constructor           | Part 1   | Part 2   | Part 3   | Sortida |
| ------------------- | -- | ------------------ | --------------------- | -------- | -------- | -------- | ------- |
| 1                   | 4  | Lando Norris       | McLaren-Mercedes      | 1:47.238 | 1:45.827 | 1:41.993 | 1       |
| 2                   | 55 | Carlos Sainz Jr.   | Ferrari               | 1:47.924 | 1:46.521 | 1:42.510 | 2       |
| 3                   | 63 | George Russell     | Williams-Mercedes     | 1:48.303 | 1:46.435 | 1:42.983 | 3       |
| 4                   | 44 | Lewis Hamilton     | Mercedes              | 1:45.992 | 1:45.129 | 1:44.050 | 4       |
| 5                   | 3  | Daniel Ricciardo   | McLaren-Mercedes      | 1:48.345 | 1:46.361 | 1:44.156 | 5       |
| 6                   | 14 | Fernando Alonso    | Alpine-Renault        | 1:47.877 | 1:45.514 | 1:44.204 | 6       |
| 7                   | 77 | Valtteri Bottas    | Mercedes              | 1:46.396 | 1:45.306 | 1:44.710 | 7       |
| 8                   | 18 | Lance Stroll       | Aston Martin-Mercedes | 1:48.322 | 1:46.360 | 1:44.956 | 8       |
| 9                   | 11 | Sergio Pérez       | Red Bull-Honda        | 1:46.455 | 1:45.834 | 1:45.337 | 9       |
| 10                  | 31 | Esteban Ocon       | Alpine-Renault        | 1:48.099 | 1:46.070 | 1:45.865 | 10      |
| 11                  | 5  | Sebastian Vettel   | Aston Martin-Mercedes | 1:47.205 | 1:46.573 |          | 11      |
| 12                  | 10 | Pierre Gasly       | AlphaTauri-Honda      | 1:47.828 | 1:47.828 |          | 12      |
| 13                  | 22 | Yuki Tsunoda       | AlphaTauri-Honda      | 1:48.854 | 1:46.751 |          | 13      |
| 14                  | 6  | Nicholas Latifi    | Williams-Mercedes     | 1:48.252 | S/Temps  |          | 181     |
| 15                  | 16 | Charles Leclerc    | Ferrari               | 1:48.470 | S/Temps  |          | 191     |
| 16                  | 7  | Kimi Räikkönen     | Alfa Romeo-Ferrari    | 1:49.586 |          |          | 14      |
| 17                  | 47 | Mick Schumacher    | Haas-Ferrari          | 1:49.830 |          |          | 15      |
| 18                  | 99 | Antonio Giovinazzi | Alfa Romeo-Ferrari    | 1:51.023 |          |          | 16      |
| 19                  | 9  | Nikita Mazepin     | Haas-Ferrari          | 1:53.764 |          |          | 17      |
| 20                  | 33 | Max Verstappen     | Red Bull-Honda        | S/Temps  |          |          | 202     |
| 107% Temps:1:53.411 |    |                    |                       |          |          |          |         |
| Font:               |    |                    |                       |          |          |          |         |

Notes
- ^1  – Nicholas Latifi i Charles Leclerc van llargar al final del grid per canviar la unitat de potència del motor.
- ^2  – Max Verstappen fou penalitzat amb tres posicions per la col·lisió causat amb Lewis Hamilton en la cursa anterior, més per canviar el motor del cotxe, va començar en l'última posició.

## Resultats de la cursa
La cursa es va celebrar el dia 26 de setembre.
.
Notes

## Classificació després de la cursa
| Pos. | Pilot           | Punts | Canvis |
| ---- | --------------- | ----- | ------ |
| 1    | Max Verstappen  | 226.5 | =      |
| 2    | Lewis Hamilton  | 221.5 | =      |
| 3    | Valtteri Bottas | 141   | =      |
| 4    | Lando Norris    | 132   | =      |
| 5    | Sergio Pérez    | 118   | =      |

| Pos. | Constructor      | Punts | Canvis |
| ---- | ---------------- | ----- | ------ |
| 1    | Mercedes         | 362.5 | =      |
| 2    | Red Bull-Honda   | 344.5 | =      |
| 3    | McLaren-Mercedes | 215   | =      |
| 4    | Ferrari          | 201.5 | =      |
| 5    | Alpine-Renault   | 95    | =      |